# Roßdorf (Jerichow)
Roßdorf ist eine Ortschaft der Einheitsgemeinde Stadt Jerichow im Landkreis Jerichower Land in Sachsen-Anhalt.

## Geografie
Roßdorf liegt zirka 5 km nordöstlich von Genthin in der Nähe der Grenze zum Land Brandenburg am Altarm des Elbe-Havel-Kanals und der Stremme, die zum Einzugsbereich der Havel gehört.

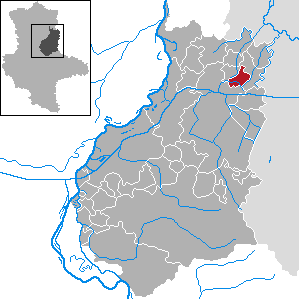
Lage in Sachsen-Anhalt

Zur Ortschaft Roßdorf gehört der Wohnplatz Dunkelforth.

## Geschichte
Erstmals wurde Roßdorf, ein Dorf wendischen Ursprungs im Jahre 1368 urkundlich im Lehnbuch der Magdeburger Bischöfe als „Radestorp“ erwähnt. Der Name bedeutet ursprünglich „gerodetes Dorf“ und leitet sich aus der Herkunft des Dorfes ab, als die Sumpfwälder gerodet und Ackerland geschaffen wurde.
Durch einen Gebietsänderungsvertrag hat der Gemeinderat von Roßdorf am 28. Mai 2009 beschlossen sich aufzulösen und mit 11 anderen Gemeinden sich zu einer neuen Einheitsgemeinde mit dem Namen Stadt Jerichow zu vereinigen. Dieser Vertrag wurde vom Landkreis als unterer Kommunalaufsichtsbehörde genehmigt und trat am 1. Januar 2010 in Kraft.
Im gleichen Atemzuge hörte auch die Verwaltungsgemeinschaft Elbe-Stremme-Fiener auf zu existieren, da sich alle ehemaligen Mitgliedsgemeinden zur neuen Einheitsgemeinde „Stadt Jerichow“ zusammenschlossen.

## Politik
Der Bürgermeister von Roßdorf heißt Steffen Kliemann.

### Wappen und Flagge
Das Wappen wurde am 7. November 1997 durch das Regierungspräsidium Magdeburg genehmigt.
Blasonierung: „In Silber auf grünem Hügel vor einer linksgestellten grünen Eiche mit drei goldenen Früchten ein schreitendes schwarzes Pferd mit goldenen Hufen.“
Der Gestaltung liegt die vom Landesarchiv empfohlene Schwarz-Weiß Skizze von Otto Korn zu Grunde. Das Ross (schwarz) ist redend für Roßdorf, der grüne Schildfuß symbolisiert die Wiesen und Weiden des Ortes, die grüne Eiche den Waldreichtum um Roßdorf sowie die unter Naturschutz stehenden alten Eichen in der Gemeinde.
Das Wappen wurde von der Magdeburger Heraldikerin Erika Fiedler gestaltet.
Die Flagge ist Grün – Weiß (1:1) gestreift mit dem aufgelegten Wappen.

## Sehenswürdigkeiten

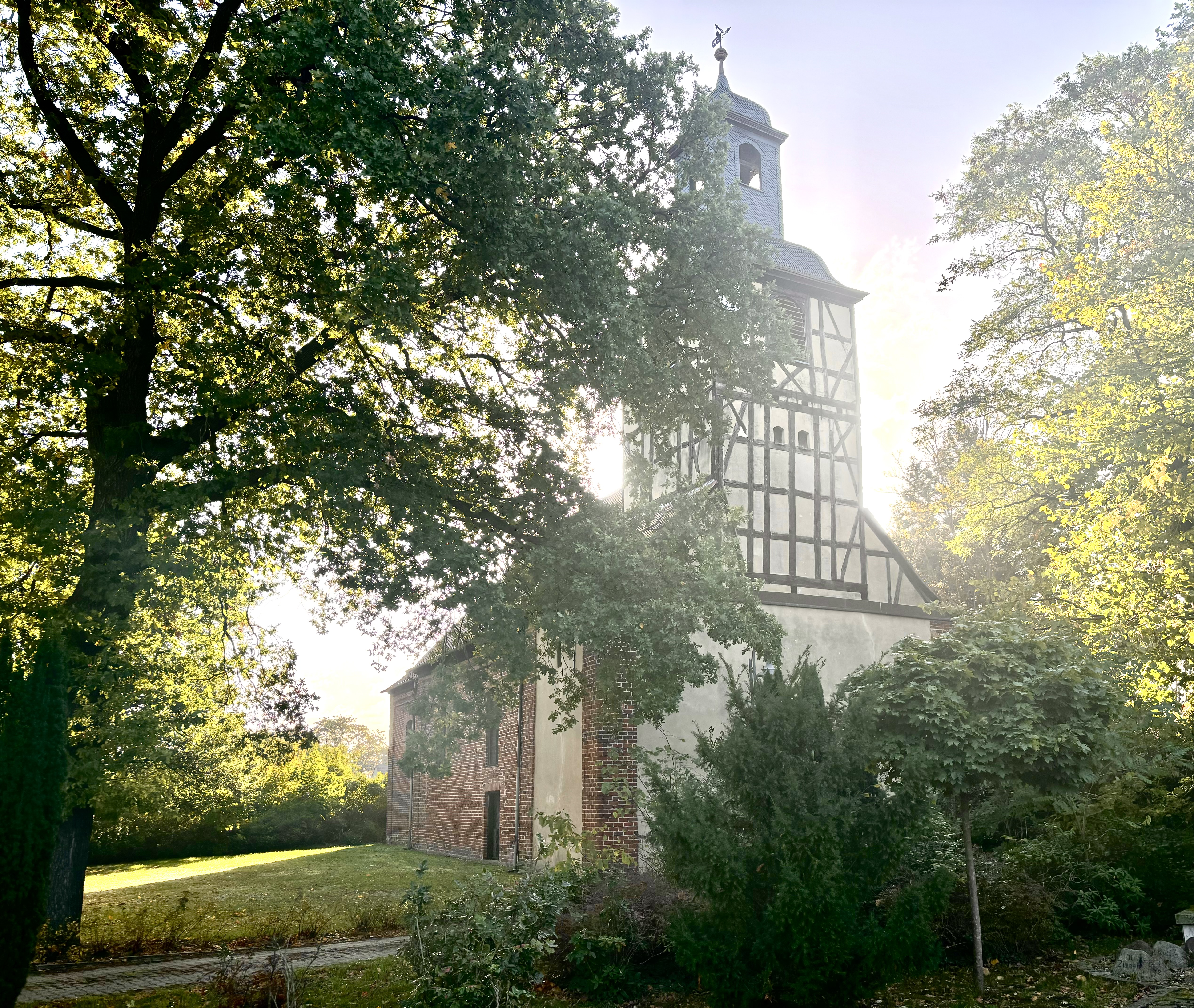
Roßdorfer Kirche mit Fachwerkturm

- Dorfkirche Roßdorf, romanische Backsteinkirche mit barockem Fachwerkturm
- Kriegerdenkmal Roßdorf

## Regelmäßige Veranstaltungen
Alljährlich findet das Brühtrogpaddeln auf dem Alten Kanal statt.

## Verkehrsanbindung
Zur Bundesstraße 1, die Magdeburg mit Berlin verbindet, sind es in südlicher Richtung ca. 1,5 km.